# Nando de Colo
Nando Bruno Alfred Andre de Colo (Sainte-Catherine; 23 de junio de 1987) es un jugador de baloncesto francés que forma parte de la plantilla del ASVEL Lyon-Villeurbanne de la liga Pro A. Con 1,96 metros de altura, juega en la posición de escolta.

## Trayectoria deportiva

### Profesional

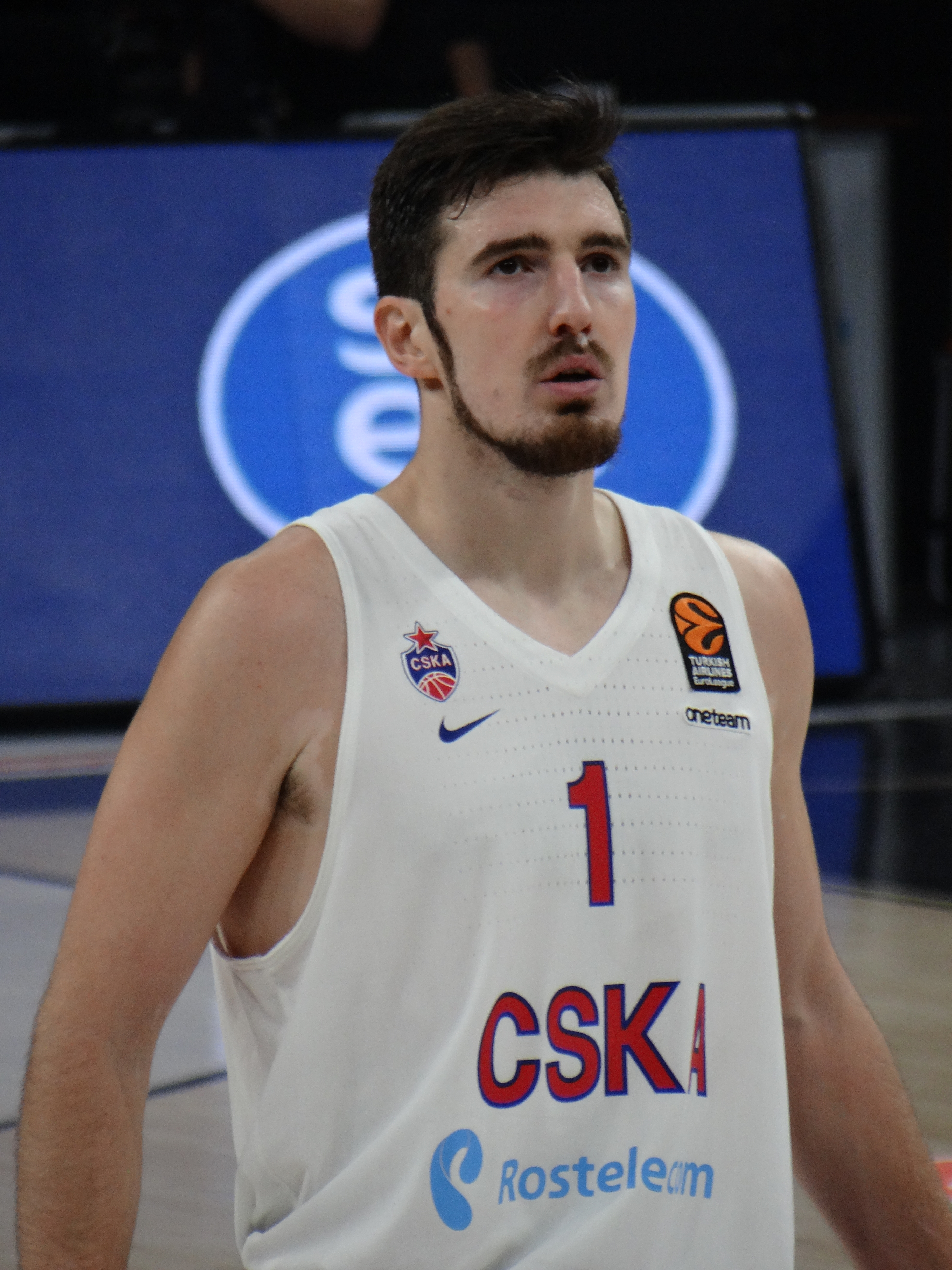

Inició su carrera en el equipo del Cholet Basket de la liga francesa, hasta que fue seleccionado en la posición número 53 por los San Antonio Spurs de la NBA en el Draft de 2009. En julio de 2009 fichó por el Power Electronics Valencia de la Liga ACB, continuando así los pasos de su ídolo Antoine Rigaudeau.
En su primera temporada fuera de su país, y enrolado en las filas del Valencia Basket Club, conquistó la Eurocup 2009-10, su primer título europeo. Siendo en esta temporada 2009-2010 uno de los mejores jugadores de su equipo.
En julio de 2012, De Colo decidió abandonar Valencia y fichar por los San Antonio Spurs de la NBA. En sus dos temporadas alternó sus actuaciones con los Austin Toros, equipo afiliado a los Spurs y perteneciente a la NBA Development League.
El 20 de febrero de 2014 fue traspasado a los Toronto Raptors a cambio de Austin Daye que fue a San Antonio Spurs.
Pese a tener una oferta de renovación por parte de los Toronto Raptors, decidió fichar en julio de 2014 por el CSKA Moscú.
En julio de 2019 fichó por tres temporadas con el equipo turco del Fenerbahçe.

## Selección nacional
Ganó la plata en el Eurobasket 2011, el oro en el Eurobasket 2013 y el bronce en el Eurobasket 2015
En septiembre de 2019, fue miembro de la selección francesa que obtuvo el bronce en la Copa Mundial de Baloncesto celebrada en China.
En verano de 2021, fue parte de la selección absoluta francesa que participó en los Juegos Olímpicos de Tokio 2020, que ganó la medalla de plata.
Durante agosto y septiembre de 2023 fue integrante de la selección de Francia que participó en el Mundial de 2023 celebrado en Asia, y que finalizó en decimoctavo lugar.
Entre julio y agosto de 2024 fue parte de la selección absoluta de Francia, que disputó los Juegos Olímpicos de París, y que ganó la plata, tras perder la final ante Estados Unidos.
Después de conseguir la medalla de plata en los Juegos Olímpicos de Paris 2024 anuncia su retirada de la selección francesa. Consiguió un total de 6 medallas en competiciones oficiales.

## Estadísticas de su carrera en la NBA

### Temporada regular
| Año     | Equipo      | PJ  | PT | MPP  | %TC  | %3P  | %TL   | RPP | APP | ROB | TPP | PPP |
| ------- | ----------- | --- | -- | ---- | ---- | ---- | ----- | --- | --- | --- | --- | --- |
| 2012-13 | San Antonio | 72  | 6  | 12.8 | .436 | .378 | .795  | 1.9 | 1.9 | .6  | .1  | 3.8 |
| 2013-14 | San Antonio | 26  | 3  | 11.6 | .452 | .323 | .818  | 1.7 | 1.2 | .6  | .1  | 4.3 |
| 2013-14 | Toronto     | 21  | 0  | 9.2  | .367 | .364 | 1.000 | 1.3 | 1.6 | .3  | .1  | 3.1 |
| Total   | Total       | 119 | 9  | 11.9 | .429 | .363 | .835  | 1.8 | 1.7 | .5  | .1  | 3.8 |

### Playoffs
| Año   | Equipo      | PJ | PT | MPP | %TC  | %3P  | %TL   | RPP | APP | ROB | TPP | PPP |
| ----- | ----------- | -- | -- | --- | ---- | ---- | ----- | --- | --- | --- | --- | --- |
| 2013  | San Antonio | 5  | 0  | 2.8 | .250 | .000 | 1.000 | .8  | .4  | .0  | .0  | .8  |
| 2014  | Toronto     | 1  | 0  | 4.0 | .000 | .000 | .000  | 1.0 | .0  | .0  | .0  | .0  |
| Total | Total       | 6  | 0  | 3.0 | .250 | .000 | 1.000 | .8  | .3  | .0  | .0  | .7  |